# Francisco Herrera Lorenzo
Francisco Herrera Lorenzo, conegut com a Paco Herrera, (Barcelona, 2 de desembre de 1953) és un exfutbolista català de la dècada de 1970 i posteriorment entrenador.

## Trajectòria esportiva
Es formà al CF Damm passant a jugar, a continuació al CE Sabadell, colors que defensà entre 1972 i 1974. A continuació jugà tres temporades al Real Sporting de Gijón, dues al Llevant UE i set més al CD Badajoz.
Acabada la seva carrera com a jugador inicià la d'entrenador i director tècnic. Començà a les categories inferiors del CD Badajoz, passant més tard al primer equip, amb el qual ascendí a Segona Divisió el 1992. Dos anys més tard compaginà la tasca d'entrenador amb la de director tècnic. Fitxà pel CD Numancia de Sòria, el CP Mérida, i novament al Numància, aquest cop a primera divisió.
A continuació es feu càrrec de ll'Albacete Balompié, el Club Polideportivo Ejido i el Real Club Recreativo de Huelva, sempre a Segona Divisió. Aleshores esdevingué assistent de Rafa Benítez al Liverpool FC, on guanyà la Lliga de Campions de la UEFA, la Supercopa d'Europa i la FA Cup. Dos anys més tard signà com a Director Tècnic del RCD Espanyol, càrrec on hi romangué durant quasi tres temporades.
El mes de febrer de 2009 retornà a la tasca d'entrenador al CE Castelló, deixant l'equip a la setena posició a Segona. El 4 de febrer de 2010 esdevingué entrenador del Vila-real CF B a Segona Divisió, després que l'entrenador d'aquest equip, Juan Carlos Garrido passés al primer en substitució del destituït Ernesto Valverde. El 20 de juny de 2010 signà un contracte amb el Celta de Vigo, club amb el qual assolí l'ascens a primera divisió.
El 19 de juny de 2013 es feu oficial el seu fitxatge pel Reial Saragossa per la temporada 2013-14, però el 17 de març de 2014 fou cessat del seu càrrec pels mals resultats.
El dia 3 de juliol de 2014 s'incorporà a la UD Las Palmas per la temporada 2014-15. El 19 d'octubre de 2015 fou cessat, després de només vuit jornades de lliga, i substituït per Quique Setién. El 7 de juny de l'any següent, fou nomenat entrenador del Reial Valladolid.
El 15 de juny de 2017, Herrera fou nomenat entrenador de l'Sporting de Gijón amb dos anys de contracte. Fou cessat el 12 de desembre, després d'una sèrie de sis partits sense victòria a segona divisió.
Herrera va retornar a l'activitat el 31 de maig de 2018, a l'Aris Thessaloniki FC de la Superlliga Grega. El 5 de novembre, després de quatre derrotes consecutives en lliga, el seu contracte va ser rescindit de mutu acord.
El 16 de novembre de 2018, Herrera va retornar a Las Palmas després de tres anys, per substituir el cessat Manolo Jiménez.